# Return to the Hiding Place
Return to the Hiding Place è un film del 2011 diretto da Peter C. Spencer e Josiah Spencer.
È un film drammatico statunitense a sfondo storico con John Rhys-Davies, Mimi Sagadin e Craig Robert Young. È ambientato nei Paesi Bassi durante la seconda guerra mondiale e vede un gruppo di giovani cercare di salvare le vite degli innocenti ebrei presi di mira dai nazisti.

## Produzione
Il film, diretto da Peter C. Spencer e Josiah Spencer su una sceneggiatura di Bart Gavigan e dello stesso Peter C. Spencer, fu prodotto da Petra Spencer Pearce per la Spencer Productions e la 10 West Studios e girato ad Haarlem, nei Paesi Bassi, e a Holland e Manistee, nel Michigan.

## Distribuzione
Il film fu distribuito negli Stati Uniti nel 2011 con il titolo Return to the Hiding Place.
Alcune delle uscite internazionali sono state:
- nel Regno Unito il 22 agosto 2011 (War of Resistance, in DVD)
- in Francia (War of Resistance)
- in Russia nel 2011 (in DVD)
- nei Paesi Bassi nel 2012